# 도널드 맬러키

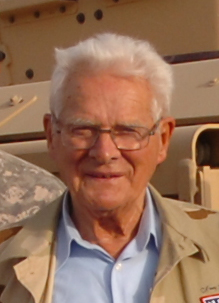

도널드 맬러키(Donald Malarkey 1921년 7월 31일~ 2017년 9월 30일)는 텔레비전 미니시리즈 밴드 오브 브라더스로 잘 알려진 제2차 세계대전에 참전한 미군 병사이며 예비역 미국 육군 하사이다.

## 생애
맬러키는 1921년 미국 오레곤 주 아스토리아에서 태어났다. 맬러키가 오레곤 대학교에서 첫 번째 학기를 보내고 있던 1941년 가을, 일본이 진주만을 공습했다. 공격이 있은 후 맬러키는 미국 해병대에 지원하려 하였지만 치의과적인 문제로 인해 입대가 거절되었다. 1942년 7월, 맬러키는 미국 육군의 공수부대원으로 자원하였으며 101 공수 사단 506 낙하산 보병 연대 E중대의 일원이 되었다. 맬러키는 노르망디에서의 D-데이에 있었던 브레꾸르 마뇨르 전투에서의 공로를 인정 청동 무공 훈장을 받았다. 맬러키는 이지 중대에서 중사로 진급한 뒤에도 리처드 윈터스의 지휘 하에 복무하였다. 맬러키는 노르망디, 마켓 가든 작전, 바스통, 독일에서의 전투에서 활약하였다.
도널드 맬러키는 미니시리즈 밴드 오브 브라더스에서 미국 배우 스콧 그라임이 연기하기도 하였다. 맬러키는 또한 스티븐 앰브로즈가 쓴 책 밴드 오브 브라더스에서도 언급되었다. 2005년, 맬러키는 부동산세 폐지를 주장하는 광고에 모습을 보이기도 하였다.

## 같이 보기
- 미국 506 낙하산 보병 연대 E 중대
- 《밴드 오브 브라더스》